# How Will I Know
Vous lisez un « bon article » labellisé en 2019.
Singles de Whitney Houston
Thinking About You
(1985) Greatest Love of All
(1986)
Pistes de Whitney Houston
Nobody Loves Me Like You Do
(5) All at Once
(7)
How Will I Know est une chanson de l'artiste américaine Whitney Houston issue de son premier album, Whitney Houston. Elle sort sous le label Arista Records le 22 novembre 1985 en tant que single. Composée par George Merrill et Shannon Rubicam, la chanson est d'abord destinée à Janet Jackson, qui la refuse. Houston l'enregistre ensuite avec l'aide de Narada Michael Walden. Dans cette chanson entraînante de style dance, les paroles parlent d'une personne qui essaie de savoir si le garçon qu'elle aime l'aime en retour.
How Will I Know reçoit des critiques positives. Le titre devient le second numéro un de Houston dans le Billboard Hot 100 aux États-Unis. Il reste à la première place pendant deux semaines et est également le premier numéro un de Houston au Canada. La chanson connaît un succès international, atteignant le top 10 en Suède, en Norvège et au Royaume-Uni tout en étant dans le top 20 aux Pays-Bas, en Nouvelle-Zélande et en Suisse.
Le clip montre Houston en train de danser dans un décor rempli de miroirs et de murs colorés. Il permet à la chanteuse de toucher les adolescents et d'être diffusé sur MTV. Elle reçoit plusieurs nominations aux MTV Video Music Awards en 1986 dans les catégories « Meilleur clip féminin » et « Meilleure nouvelle artiste dans un clip ». Elle interprète cette chanson dans plusieurs tournées de Greatest Love Tour en 1986 à Nothing but Love World Tour en 2009-2010. Un remix de How Will I Know figure sur la compilation Whitney: The Greatest Hits (2000) tandis que la version originale figure sur The Ultimate Collection (2007) et I Will Always Love You: The Best of Whitney Houston (2012).

## Genèse et enregistrement

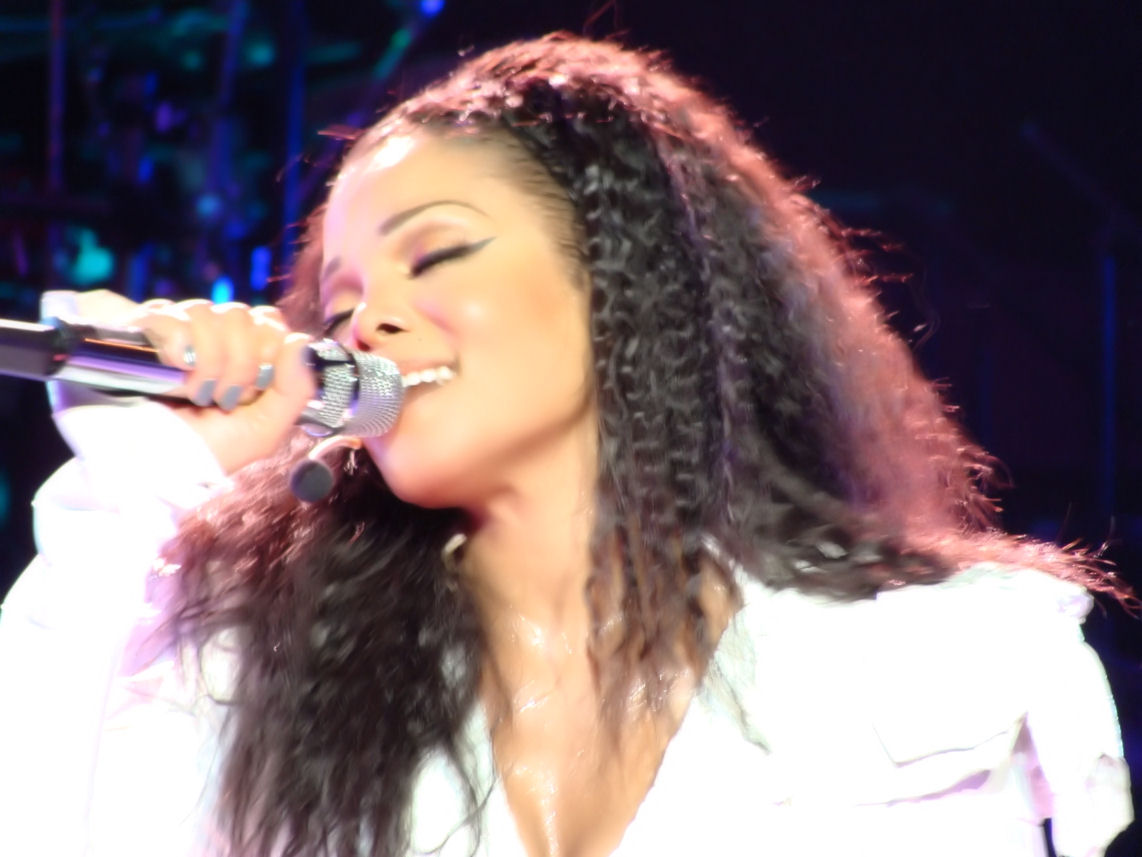
Janet Jackson refuse la chanson composée par George Merrill et Shannon Rubicam, au profit de Whitney Houston.

Employés par John McClain, le directeur d'A&M Records, les auteurs George Merrill et Shannon Rubicam écrivent en 1984 une démo de How Will I Know pour Janet Jackson. Cependant, après avoir écouté la chanson, les managers de Jackson ne la retiennent pas car ils pensent qu'elle n'est pas assez imposante par rapport aux autres chansons. Lors d'une interview pour le journaliste Fred Bronson, Merrill exprime son ressenti quant à la décision de Jackson : « Nous sommes très contrariés car nous pensions que c'était parfait pour elle à l'époque. Nous l'avions écrite en pensant à elle ». Durant cette période, Brenda Andrews, d'Almo-Irving Music, éditrice de Merrill et Rubicam, montre la chanson à Gerry Griffith, le directeur de musique R&B d'A&M et Arista Records. Griffith, alors à la recherche de chansons pour le premier album de Houston, trouve qu'elle reflète parfaitement le style de la chanteuse. Il contacte ainsi rapidement Andrews et les deux auteurs, pour leur conseiller de lui donner la chanson pour le premier album de Houston. Griffith explique au sujet de la découverte de la chanson : « Nous avions beaucoup de chansons R&B, nous avions quelques ballades mais nous n'avions pas de chanson pop. Quand j'ai entendu How Will I Know, je me suis dit que c'était absolument parfait. Je l'ai montré à Clive [Davis, le producteur] et il en est tombé amoureux. Je n'avais pas connaissance du contexte familial, je ne réalisais pas qu'à cette époque un grand buzz musical se préparait ».
Après avoir eu l'autorisation de la part de Merrill d'utiliser la chanson, Griffith se tourne rapidement vers Narada Michael Walden qui est alors en train de produire des chansons pour l'album Who's Zoomin' Who? d'Aretha Franklin. Griffith prend ainsi contact avec Walden et lui demande avec insistance de produire la chanson, lui expliquant à quel point elle pourrait être importante pour le futur album de Houston. Une fois la démo entendue, Walden accepte de se rendre à San Rafael en Californie pour l'arranger. Il n'est pas très impressionné par cette dernière et demande à changer quelques paroles et la progression d'accords. Agacés par sa demande, Merrill et Rubicam refusent de lui donner le droit de toucher à leur chanson. Après plusieurs échanges avec Griffith, ils arrivent à un compromis et laissent Walden modifier la chanson et changer la tonalité et le tempo. La chanson retouchée, Walden part en Europe rencontrer Houston en studio pour enregistrer la partie vocale fin 1984,. Walden est alors surpris qu'une femme aussi mince puisse avoir une voix aussi puissante. La chanteuse et mère de Whitney Houston, Cissy Houston, rejoint sa fille pour enregistrer les cœurs. Griffith explique : « J'ai demandé à Houston de faire les chœurs. Elle était réticente car elle voulait entendre sa mère chanter. Je lui ai dit : « Non, vas-y et chante ». Elle l'a fait. Les chœurs étaient incroyables... Clive a entendu le mélange et lui a immédiatement donné un 10, ce qui est choquant pour lui, car il n'aime rien ! » Les deux chanteuses ayant enregistré les chœurs, Walden demande enfin au saxophoniste Premik Russell Tubbs d'ajouter un solo pour compléter le morceau.

## Composition
How Will I Know est composée avec un rythme dance des années 1980 et possède une tonalité en sol majeur. Le magazine Rolling Stone décrit la chanson comme étant de la « synth-funk guillerette ». Selon Kyle Anderson de MTV, Houston révèle « un groove incroyable » avec cette chanson. Elle a une mesure en 4/4 et un tempo rapide de 120 pulsations par minute. Elle a aussi la séquence sol, si m7, do7, ré, mi m comme progression d'accords. La voix de Houston s'étend entre les notes mi4 et sol5. La chanson parle d'une personne qui essaie de comprendre si le garçon qu'elle convoite l'aime aussi. Elle est aussi hésitante car ses amis lui disent « que son amour peut être trompeur » et elle si timide qu'elle ne peut pas l'appeler. Plus tard, elle pense que cela pourrait être un rêve mais qu'il n'y a « aucune erreur » et pense que c'est le vrai amour.

## Accueil

### Critiques de la presse et reconnaissance
La chanson reçoit de manière générale des critiques positives. Don Shewey du magazine Rolling Stone explique que « bien qu'elle rappelle terriblement He's So Shy des Pointer Sisters, How Will I Know est toujours irrésistiblement dansant ». A posteriori, Stephen Thomas Erlewine d'AllMusic écrit sur l'album Whitney Houston que « ce qui impressionne vraiment depuis plus de vingt ans se sont les pistes les plus légères, particulièrement le remarquable single How Will I Know ». Dans son top 5 des chansons de Houston des années 1980, Steve Peake d'About.com place la chanson à la 3e place et précise : « Les numéros pops et plein de peps de Houston ont tendance à souffrir d'un son particulièrement daté comparé à ses ballades, mais cette chanson fonctionne toujours remarquablement bien en raison de sa mélodie luxuriante tout au long du couplet, du pont et du refrain. [...] ce titre permet à Houston de prouver qu’elle sait interpréter avec une grande habileté des mélodies qui témoignent d’un solide savoir-faire ». Tout en examinant l'édition Deluxe Anniversary Edition, Mikael Wood d'Entertainment Weekly commente la version a cappella de la chanson : « Un mix a cappella de How Will I Know montre la précision de la chanteuse avant l'avènement de l'Auto-Tune ». Dans son article sur The Ultimate Collection, Nick Levine de Digital Spy ajoute : « Les tubes qui remplissent les pistes de danse de Houston ont vieilli un peu mieux, bien que leurs percussions maladroites et sourdes soient sans équivoque des années 1980 comme peut l'être la garde robe de Joan Collins ». La chanson se classe en douzième position de la List of Greatest Songs of the 1980s de la chaîne américaine VH1,.

### Performance dans les hits-parades
How Will I Know est le troisième single du premier album de Houston et sort le 22 novembre 1985 sous le label Arista. Elle débute à la soixantième place du Billboard Hot 100 le 7 décembre 1985. Neuf semaines plus tard, le 15 février 1986, elle devient le second numéro un de Houston. Elle détrône That's What Friends Are For de Dionne Warwick (avec Elton John, Gladys Knight et Stevie Wonder) et est remplacée par Kyrie de Mr. Mister. Elle reste numéro un pendant deux semaines. La chanson débute à la soixantième place du Hot R&B/Hip-Hop Songs et arrive en première position. Le 25 janvier 1986, How Will I Know entre à la trentième position du Hot Dance Club Play et grimpe jusqu'à la troisième place le 22 février 1986. Elle est aussi numéro un dans le Hot Adult Contemporary Tracks. Elle est certifiée disque d'or le 6 décembre 1995 par la Recording Industry Association of America (RIAA) pour la vente de 500 000 exemplaires. Elle est à la sixième place du classement annuel Pop Singles. Au Canada, elle débute à la 80e position du classement RPM le 14 décembre 1985. Elle devient numéro un le 1er mars 1986, devenant le premier numéro un de Houston au Canada. Elle est certifiée disque d'or le 1er mai 1986 par la Canadian Recording Industry Association (CRIA) pour la vente de 200 000 exemplaires.
La chanson connaît beaucoup de succès dans les autres pays. Au Royaume-Uni, la chanson débute en 36e position le 25 janvier 1986 et grimpe jusqu'à la cinquième place. Elle est certifiée disque d'argent par la British Phonographic Industry (BPI). Selon MTV, la chanson s'est vendue à 280 000 exemplaires au Royaume-Uni. En Nouvelle-Zélande, la chanson débute à la 35e place et atteint le 19e rang. En Autriche, elle atteint la 28e position alors qu'aux Pays-Bas, elle atteint la douzième place,. La chanson atteint le second rang en Norvège et en Suède ainsi que la onzième position en Suisse,,. Selon Allmusic, How Will I Know s'est vendue à plus d'un million d'exemplaires.

## Clip vidéo
Le clip vidéo de How Will I Know est réalisé par Brian Grant qui avait déjà travaillé avec Tina Turner, Duran Duran et remporté un Grammy award pour le clip de Physical d'Olivia Newton-John,. Le clip est tourné en une journée à Wapping à Londres, avant la sortie du single et de l'album,. Chorégraphié par Arlene Phillips (en), le clip vidéo de How Will I Know est une « réalisation mielleuse typique des années 1980 » selon Grant et où, contrairement à ses clips précédents, Houston a l'autorisation de se déplacer et de danser,. La vidéo est basée sur un décor très coloré avec des écrans et des miroirs. Houston porte une robe grise serrée et sans manches qui arrive à ses genoux et des bracelets métalliques. Les cheveux de la chanteuse sont permanentés, teints en doré et tenus par un gigantesque nœud en soie coloré,. D'après Grant, « elle semble être piégée dans le cauchemar pastel d'un artiste graffeur, où des danseuses surexcitées se lancent sans cesse devant elle depuis le bord du cadre ». Houston était un peu nerveuse car elle n'avait jamais fait cela auparavant avec tous ces danseurs. Dans le clip, est tourné un plan en master close-up. Pour ce plan, Grant est à 10 pieds de Houston, presque comme pour une séance photo, et explique à la chanteuse qu'il a besoin qu'elle chante et qu'elle ne peut pas simplement mimer. « Ainsi je me tenais à 10 pieds de Whitney Houston chantant avec un type de voix que je n'avais jamais entendue de toute ma vie » raconte le réalisateur dans une interview pour BBC News en 2012. Selon lui, ces gros-plans sont « probablement les moments les plus naturels et exubérants de la vidéo » alors que l'interaction entre Houston et les danseurs est « souvent maladroite et incertaine ». En 2011, Kyle Anderson de MTV indique que la vidéo est « une ouverture pour la voir s'épanouir dans un environnement joyeux » différemment de ses précédentes chansons qui sont des ballades.
Le clip tourne en boucle sur la chaîne MTV et permet à Houston de toucher un public plus large, notamment les adolescents. Le clip est nommé dans les catégories Meilleur nouvel artiste et Meilleure vidéo féminine lors des MTV Video Music Awards de 1986.

## Interprétations scéniques

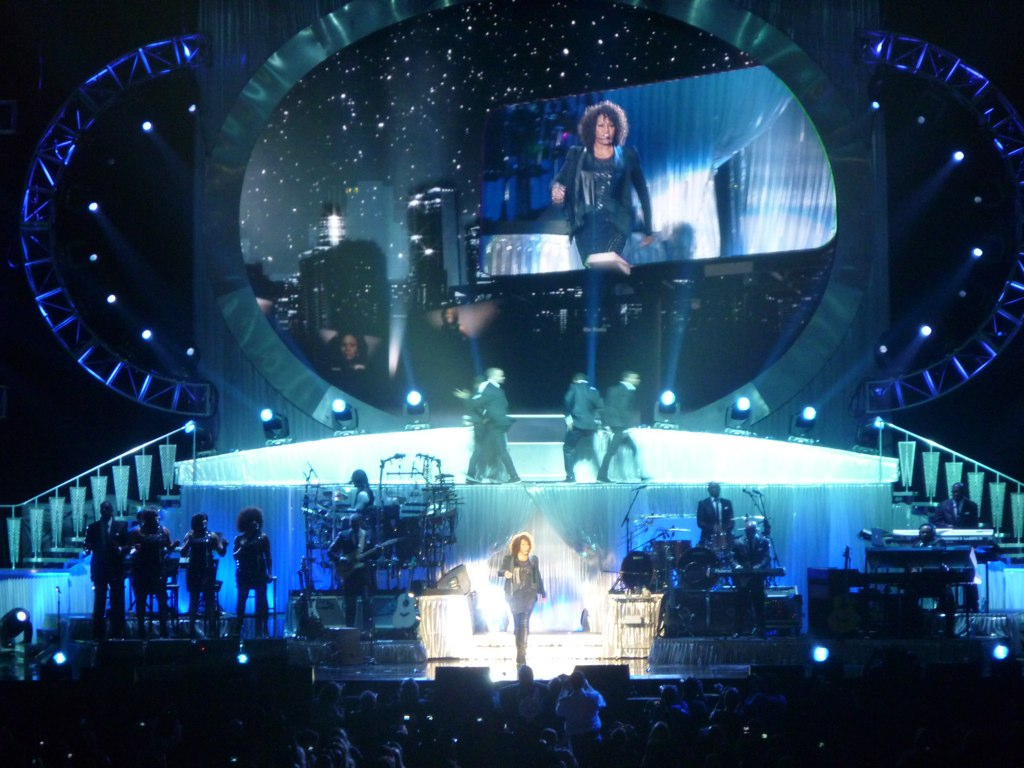
Houston lors de son Nothing but Love World Tour à Milan.

Houston interprète la chanson lors des Greatest Love of All Tour (1986), Moment of Truth World Tour (1987-1988), Feels So Right Japan Tour (1990), I'm Your Baby Tonight World Tour (1991), The Bodyguard World Tour (1993-1994), My Love Is Your Love World Tour (1999) et Nothing but Love World Tour (2009-2010). Elle reprend la chanson lors de la troisième cérémonie des MTV Video Music Awards avec Greatest Love of All,,, la treizième cérémonie des American Music Awards et les Brit Awards de 1987.
Le 25 mai 1987, lors de la promotion de son album Whitney, Houston interprète la chanson lors du Montreux Golden Rose Rock Festival: IM&MC Gala avec I Wanna Dance with Somebody (Who Loves Me) et Where Do Broken Hearts Go. Elle apparaît dans The Mike Douglas Show à Philadelphie et chante How Will I Know. Lors du Moment of Truth World Tour, la chanteuse participe au concert hommage des 70 ans de Nelson Mandela à Wembley et reprend le titre avec sept autres morceaux. Elle la reprend également lors du concert Welcome Home Heroes pour les armées américaines et leurs familles à leur retour de la guerre du Golfe le 31 mars 1991,. La prestation sort en vidéo le 31 mai 1991.
Elle participe également à The Concert for a New South Africa pour honorer Nelson Mandela en 1994 et la reprend aussi lors de la coupe du monde de football de 1994 avec cinq autres chansons.

## Versions
| 1. | How Will I Know         | 4:34 |
| 2. | Thinking About You (LP) | 5:24 |

| 1. | How Will I Know (Extended Remix) | 6:35 |
| 2. | Thinking About You (LP)          | 5:24 |
| 3. | How Will I Know (Dub Mix)        | 5:36 |

| 1. | How Will I Know (Dance Remix)  | 6:35 |
| 2. | How Will I Know (Instrumental) | 4:42 |
| 3. | How Will I Know (LP)           | 4:28 |

| 1. | How Will I Know | 4:10 |
| 2. | Someone For Me  | 4:57 |

| 1. | How Will I Know      | 4:10 |
| 2. | Greatest Love of All | 4:30 |

| 1. | How Will I Know      | 4:10 |
| 2. | Greatest Love of All | 4:45 |

| 1. | How Will I Know (Dance Mix) | 6:10 |
| 2. | Saving All My Love for You  | 3:55 |
| 3. | How Will I Know (Dub Mix)   | 5:36 |

## Crédits
| How Will I Know - George Merrill – auteur - Shannon Rubicam – auteur - Narada Michael Walden – auteur, producteur - Whitney Houston – interprète - Bill Schnee – mixeur - Michael Barbiero – ingénieur - Cissy Houston – chœurs - Premik Russell Tubbs - saxophone | Someone for Me - Freddie Washington – auteur - Raymond Jones – auteur - Jermaine Jackson – producteur - Bill Schnee – mixeur |

## Classements et certifications
| Classement (1985-1986)                 | Meilleure position |
| -------------------------------------- | ------------------ |
| Allemagne de l'Ouest (Media Control)   | 26                 |
| Australie (Kent Music Report)          | 2                  |
| Autriche (Ö3 Austria Top 40)           | 28                 |
| Belgique (Flandre Ultratop 50 Singles) | 28                 |
| Canada (Top Singles)                   | 1                  |
| États-Unis (Hot 100)                   | 1                  |
| États-Unis (Hot Black Singles)         | 1                  |
| États-Unis (Adult Contemporary)        | 1                  |
| États-Unis (Dance Club Songs)          | 3                  |
| Europe (European Hot 100 Singles)      | 13                 |
| Finlande (Suomen virallinen lista)     | 5                  |
| Irlande (IRMA)                         | 3                  |
| Islande (RÚV)                          | 1                  |
| Italie (Musica e dischi)               | 23                 |
| Norvège (VG-lista)                     | 2                  |
| Nouvelle-Zélande (RMNZ)                | 19                 |
| Pays-Bas (Nederlandse Top 40)          | 15                 |
| Pays-Bas (Nationale Hitparade)         | 12                 |
| Royaume-Uni (UK Singles Chart)         | 5                  |
| Suède (Sverigetopplistan)              | 2                  |
| Suisse (Schweizer Hitparade)           | 11                 |

| Classement (2012)                         | Meilleure position |
| ----------------------------------------- | ------------------ |
| Australie (ARIA)                          | 67                 |
| Belgique (Flandre Back Catalogue Single)  | 16                 |
| Belgique (Wallonie Back Catalogue Single) | 19                 |
| Canada (Digital Songs)                    | 68                 |
| Écosse (OCC)                              | 55                 |
| États-Unis (Hot 100)                      | 49                 |
| France (SNEP)                             | 111                |
| Pays-Bas (Single Top 100)                 | 100                |
| Royaume-Uni (UK Singles Chart)            | 56                 |

| Classements (1986)                              | Position |
| ----------------------------------------------- | -------- |
| Australie (Kent Music Report)                   | 67       |
| Canada (RPM)                                    | 17       |
| Finlande (Suomen virallinen lista)              | 40       |
| États-Unis (Hot 100)                            | 6        |
| États-Unis (Black Singles)                      | 29       |
| États-Unis (Adult Contemporary)                 | 19       |
| États-Unis (Dance Sales Singles/Albums) (Remix) | 41       |
| États-Unis (Dance/Club Play Singles) (Remix)    | 46       |
| Royaume-Uni (OCC)                               | 59       |

| Pays                                                                           | Certification | Ventes     |
| ------------------------------------------------------------------------------ | ------------- | ---------- |
| Canada (Music Canada)                                                          | Platine       | 80 000‡    |
| Danemark (IFPI Danmark)                                                        | Or            | 45 000‡    |
| États-Unis (RIAA)                                                              | 2 × Platine   | 2 000 000^ |
| Royaume-Uni (BPI) Single numérique                                             | Platine       | 600 000‡   |
| Royaume-Uni (BPI) Ventes physiques                                             | Argent        | 250 000^   |
| ^Mise en rayon selon la certification ‡ventes/streaming selon la certification |               |            |

## Reprises
Martika et Renee Sands (en) reprennent la chanson pour le programme de télévision Kids Incorporated en 1986. De même, How Will I Know est reprise a cappella par Amber Riley, Chris Colfer, Lea Michele et Naya Rivera dans le cadre de la série musicale Glee lors d'un épisode hommage à la chanteuse en 2012. La reprise du titre arrive à la 65e place du Billboard Hot 100 la semaine du 12 mai. D'autre part, la chanson est échantillonnée dans le titre Take Me to the Clouds Above (en) de LMC et U2.